# Exame Nacional do Ensino Médio

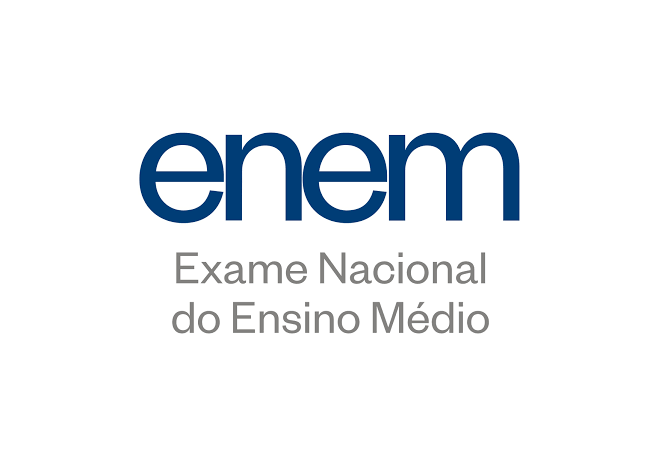
Logo des ENEM

Das Exame Nacional do Ensino Médio („Nationale Sekundarschulprüfung“, [eˈzɐ̃mi nasjoˈnaw du ẽˈsinu ˈmɛdʒi.u]), kurz ENEM [eˈnẽj], ist ein brasilianischer nationaler Test, der ein nicht-verpflichtender Bestandteil des brasilianischen Schulsystems ist. Es handelt sich dabei um die größte Prüfung Brasiliens. Ursprünglich sollte das ENEM lediglich den Leistungsstand am Ende der Sekundarschule prüfen. Heute regelt es die Zulassung zu den öffentlichen und einigen privaten Hochschulen in Brasilien. Außerdem dient es als Kriterium bei der Vergabe von Stipendien.
Die Hochschulen haben das Recht, neben dem ENEM weitere Auswahlverfahren zu nutzen.
Auch mehrere portugiesische Hochschulen verwenden das ENEM.

## Geschichte
Das ENEM wurde 1998 ins Leben gerufen, um den Leistungsstand der Schüler nach Abschluss der Sekundarschule zu ermitteln. Es sollte zur Verbesserung dieser Schulstufe beitragen. Erstmals wurde der Test am 20. August in 184 Städten durchgeführt, insgesamt nahmen 115.575 Personen daran teil. Die Anmeldegebühr betrug 20 R$, wurde jedoch den meisten Teilnehmern erlassen. 53 % der Teilnehmer waren jünger als 19 Jahre, nur 9 % hatten zuvor eine öffentliche Schule besucht. Das erste ENEM war an nur zwei Hochschulen gültig. Bereits im darauffolgenden Jahr erhöhte sich diese Zahl auf 93. Ab dem Jahr 2000 überwachten von den staatlichen Bildungsbehörden ernannte Beobachter das ENEM. Bereits im Jahr 2002 wurde das ENEM an 600 Orten durchgeführt. Nun nahmen 50 % aller, die die Sekundarschule abgeschlossen hatten, am Test teil.

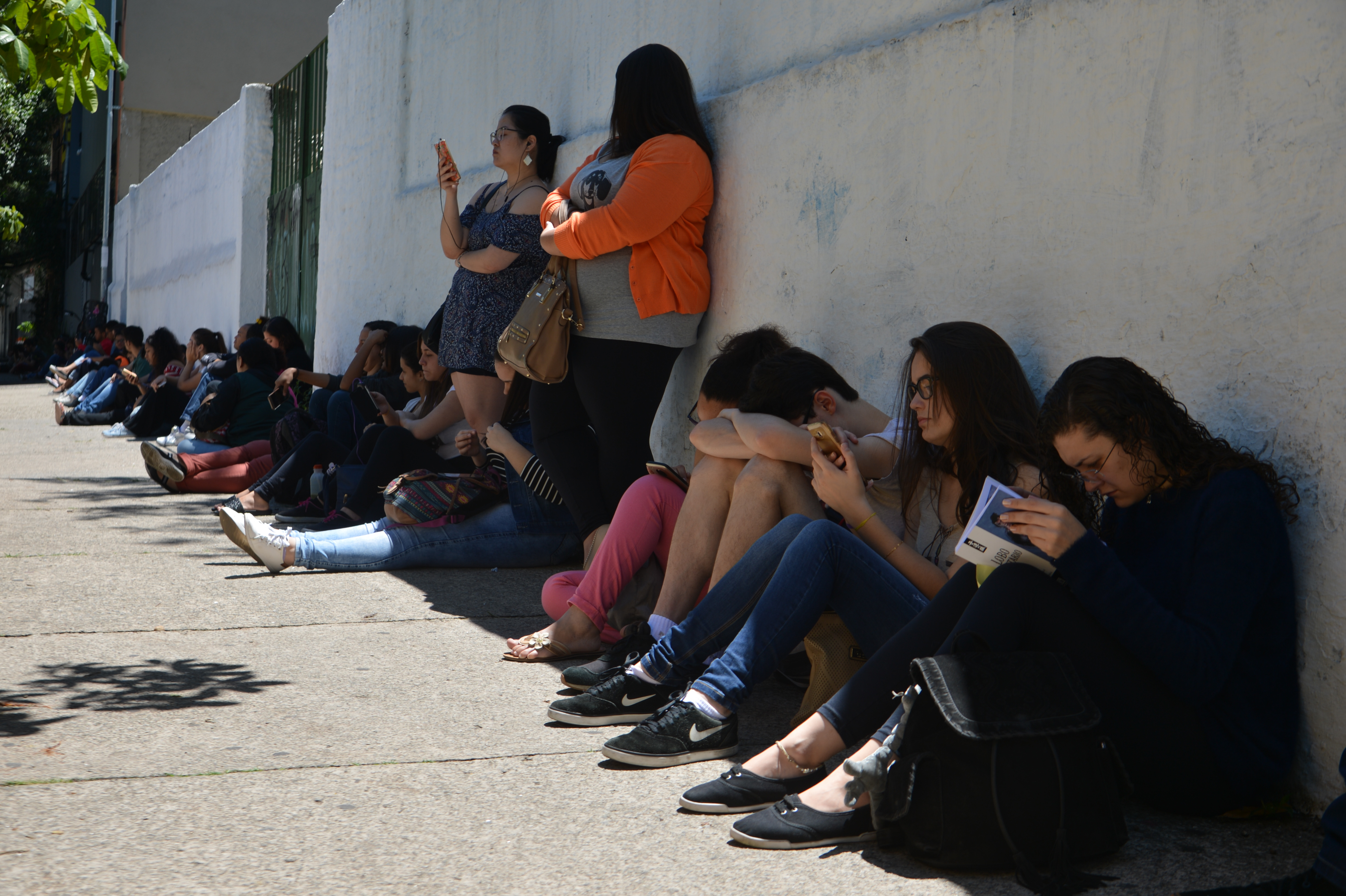
Prüflinge warten vor der Universidade Paulista auf den Einlass.

Seit 2004 erteilt das ENEM die Zulassung zur Hochschulbildung. Im selben Jahr begann ProUni (Programa Universidade para Todos „Programm Universität für alle“), die im ENEM erreichte Punktzahl für die Vergabe von Voll- und Teilstipendien zu nutzen. Die Voraussetzung sind mindestens 450 Punkten im ENEM sowie das Bestehen des Essays und ein Familieneinkommen zwischen 1,5 und 3 Mindestlöhnen. Durch ProUni stieg die Anzahl der Teilnehmer, die ein Hochschulstudium beginnen wollten, erheblich an. Im Jahr 2006 erreichte der Anteil von Teilnehmern mit eine Familieneinkommen von bis zu zwei Mindestlöhnen mehr als die Hälfte der Teilnehmer (53,7 %). Beim 10. ENEM im Jahr 2007 nahmen rund 3,5 Millionen Personen in 1324 Städten teil. Über 70 % der Absolventen wollte ein Studium aufnehmen.
Im Jahr 2008 kündigten INEP (Instituto Nacional de Estudos e Pesquisas Educacionais Anísio Teixeira „Nationales Institut für Bildungsstudien und -forschung Anísio Teixeira“) und MEC (Ministério da Educação „Bildungsministerium“) an, dass das ENEM das nationale Auswahlverfahren für den Zugang zur Hochschulbildung und die Zertifizierung der Sekundarbildung werden würde.
Das Sistema de Seleção Unificada („Einheitliches Auswahlsystem“, SiSU) wurde 2009 eingeführt. Dadurch wandelte sich der Prüfungsaufbau zum heutigen. Der Test fand erstmals nicht im August oder September statt, sondern Anfang Dezember. Die vorgenommenen Änderungen sollten zur Demokratisierung der Zulassungsmöglichkeiten zu den bundesstaatlichen Einrichtungen (IFES), zur akademischen Mobilität und zur Umstrukturierung der Lehrplände der Sekundarschule beitragen. 24 bundesstaatliche Universitäten schafften zugunsten des neuen ENEM ihre eigenen Auswahlverfahren ab.
2010 wurde der Zugang zu barrierefreien Ressourcen ermöglicht. Außerdem griff nun auch der Fies (Fundo de Financiamento ao Estudante do Ensino Superior „Fond zur Finanzierung von Hochschulstudenten“) auf die Ergebnisse zu. Er bietet Finanzierung für den Zugang zu privaten Universitäten, sofern im ENEM eine Punktzahl von 450 Punkten erreicht wurde. Außerdem ermöglichte der Zugang zum SiSU nun, dass die Schüler sich mit ihrer Prüfungsnote um einen Platz an der öffentlichen Universität bewerben konnten.

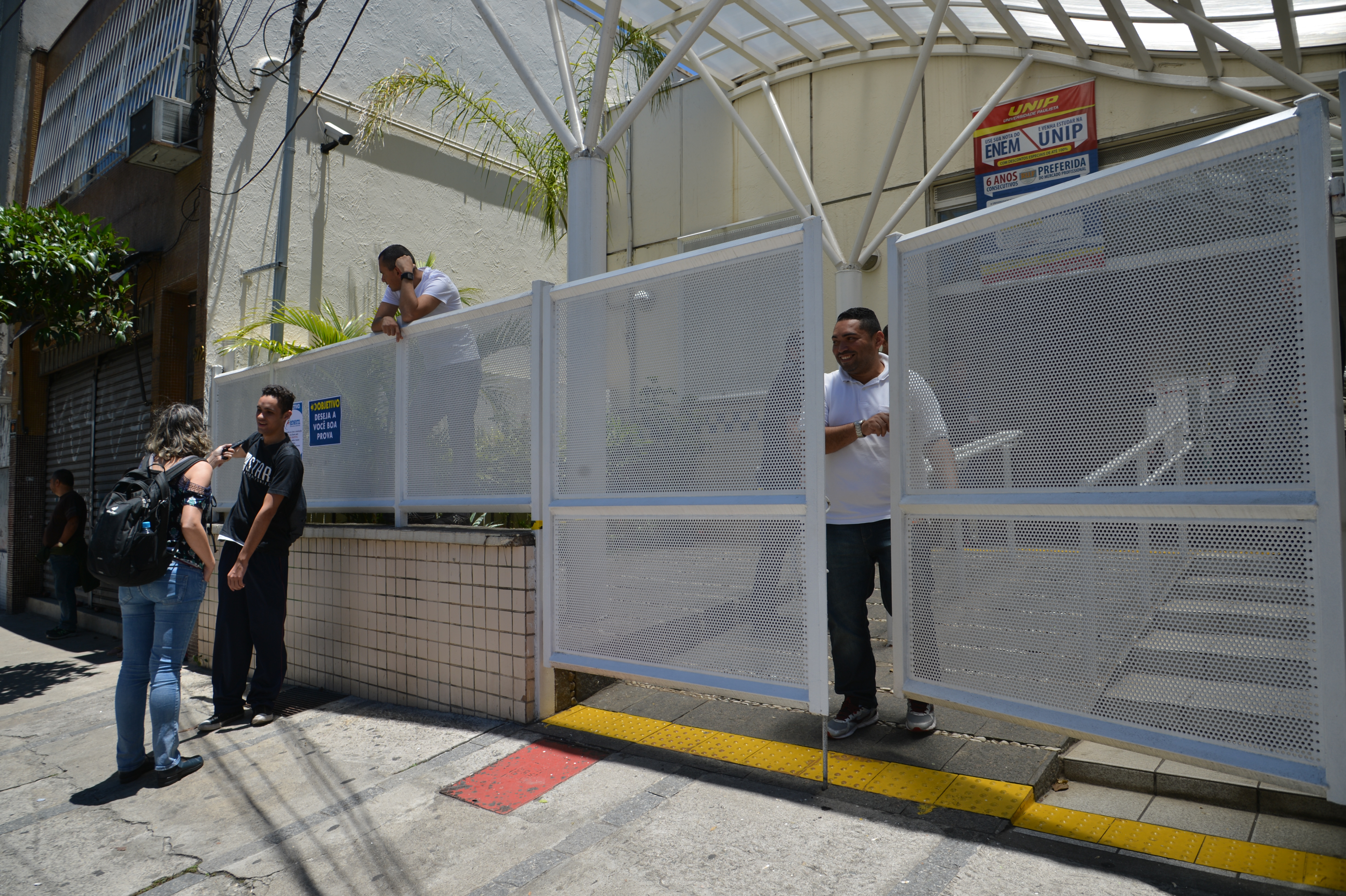
Die Eingangstore werden geschlossen, zweiter Prüfungstag des ENEM 2017, São Paulo

Im Jahr 2016 wurden die Sicherheitsvorkehrungen in den Prüfungen verschärft. An allen Toiletteneingängen in den Prüfungszentren wurden Metalldetektoren eingesetzt. Die biometrische Datenerfassung während der Prüfungen begann. Außerdem wurde eine ENEM-App eingeführt. Aufgrund von Protesten gegen die vorläufigen Maßnahmen zur Reform der Sekundarschulbildung und der vorgeschlagenen Verfassungsänderung zur Obergrenze der öffentlichen Ausgaben musste außerdem am 364 Standorten das ENEM in den Dezember verschoben werden. Von dieser Änderung waren 240.000 Prüflinge betroffen.
Seit 2017 findet das ENEM an zwei aufeinanderfolgenden Sonntagen im November statt. Ein Videotest in Libras machte die Prüfung für Gehörlose und Schwerhörige zugänglicher. Außerdem wurden personalisierte Prüfungen mit Name und Registrierungsnummer des Teilnehmers und einer elektronischen Kennung für den Empfänger als Sicherheitsmerkmal eingeführt. Beinahe 7 Millionen Teilnehmer registrierten sich.
Heute wird das ENEM von öffentlichen aber auch privaten Universitäten als hauptsächliches oder einziges Instrument für die Zulassung zur Einschreibung genutzt. Private Universitäten nutzen ihn auch zur Vergabe von Studienkrediten und Studiengebührenerlassen.

## Besondere Ausgaben

### Betrug beim ENEM 2009
Am 30. September 2009 kontaktierte ein Mann die Zeitung Estado in São Paulo, um die Prüfungsunterlagen des ENEM für 500.000 R$ zu verkaufen. Der Test sollte am 3. und 4. Oktober stattfinden. Das MEC bestätigte, dass es sich um die originalen Fragen handelte. Daraufhin traf der Minister Fernando Haddad am frühen Morgen des 1. Oktober, das ENEM abzusagen. Die beiden Männer, die sich mit Estado trafen, gaben an, die Prüfungen von einem INEP-Mitarbeiter erhalten zu haben. Fünf Personen seien am Betruchsversuch beteiligt.

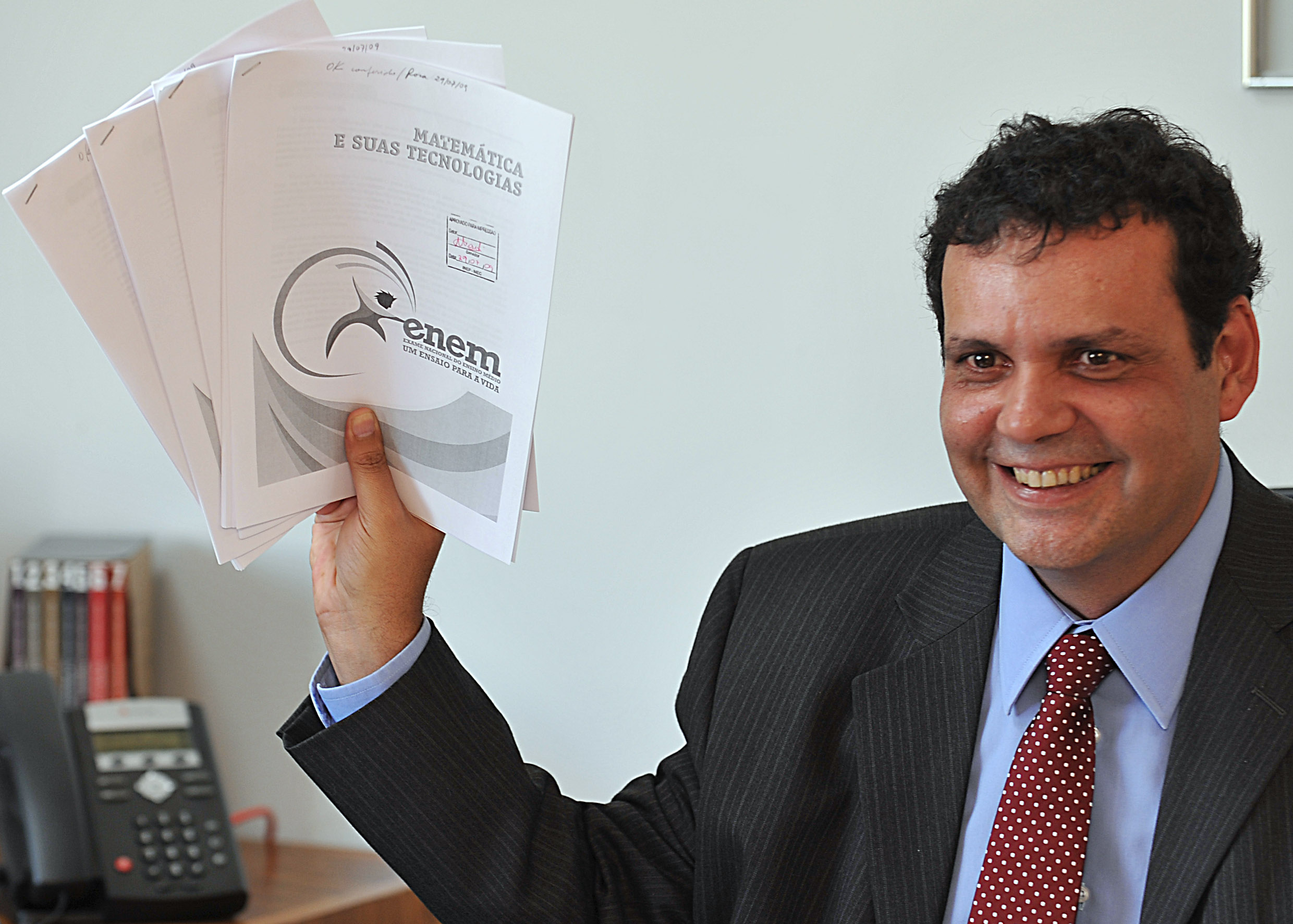
Reynaldo Fernandes präsentiert die Fragebögen des neuen ENEM

Das MEC gab an, innerhalb von 45 Tagen eine neue Prüfung durchzuführen. Das ENEM wurde schließlich am 5. und 6. Dezember 2009 durchgeführt.
Das INEP hatte das Konsortium Connasel für die Logistik des ENEM beauftragt. Mitarbeiter von Connasel stahlen die Tests aus der vom Konsortium beauftragten Druckerei Plural. Angeklagt wurden Felipe Pradella, Marcelo Sena, Filipe Ribeiro, Gregory Camilo und Luciano Rodrigues – Felipe Pradella, Felipe Ribeiro und Marcelo Sena waren bei Connasel angestellt. Die Anklage lautete auf Veruntreuung (Diebstahl im öffentlichen Dienst – vom Bundesgericht zurückgewiesen), passive Bestechung (Erlangung eines unrechtmäßigen Vorteils) und Verletzung des Dienstgeheimnisses. Marcelo Sabadin von der Polícia Federal bezeichnete die Sicherheit in der Druckerei als „coisa de amador“ („Werk eines Amateurs“). Das Konsortium hatte die Schlupflöcher selbst geöffnet, durch die ihre Mitarbeiter die Unterlagen stehlen konnten. Die Tat wurde von Kameras aufgezeichnet.
Im Jahr 2011 wurden zwei ehemalige INEP-Direktoren zu Geldstrafen verurteilt: Heliton Ribeiro Tavares sollte 5000 R$ zahlen, Dorivan Ferreira Gomes 3000 R$.
Durch den Betrug gingen die Teilnehmerzahlen beim ENEM um 40 % zurück.

### Fehler beim ENEM 2010

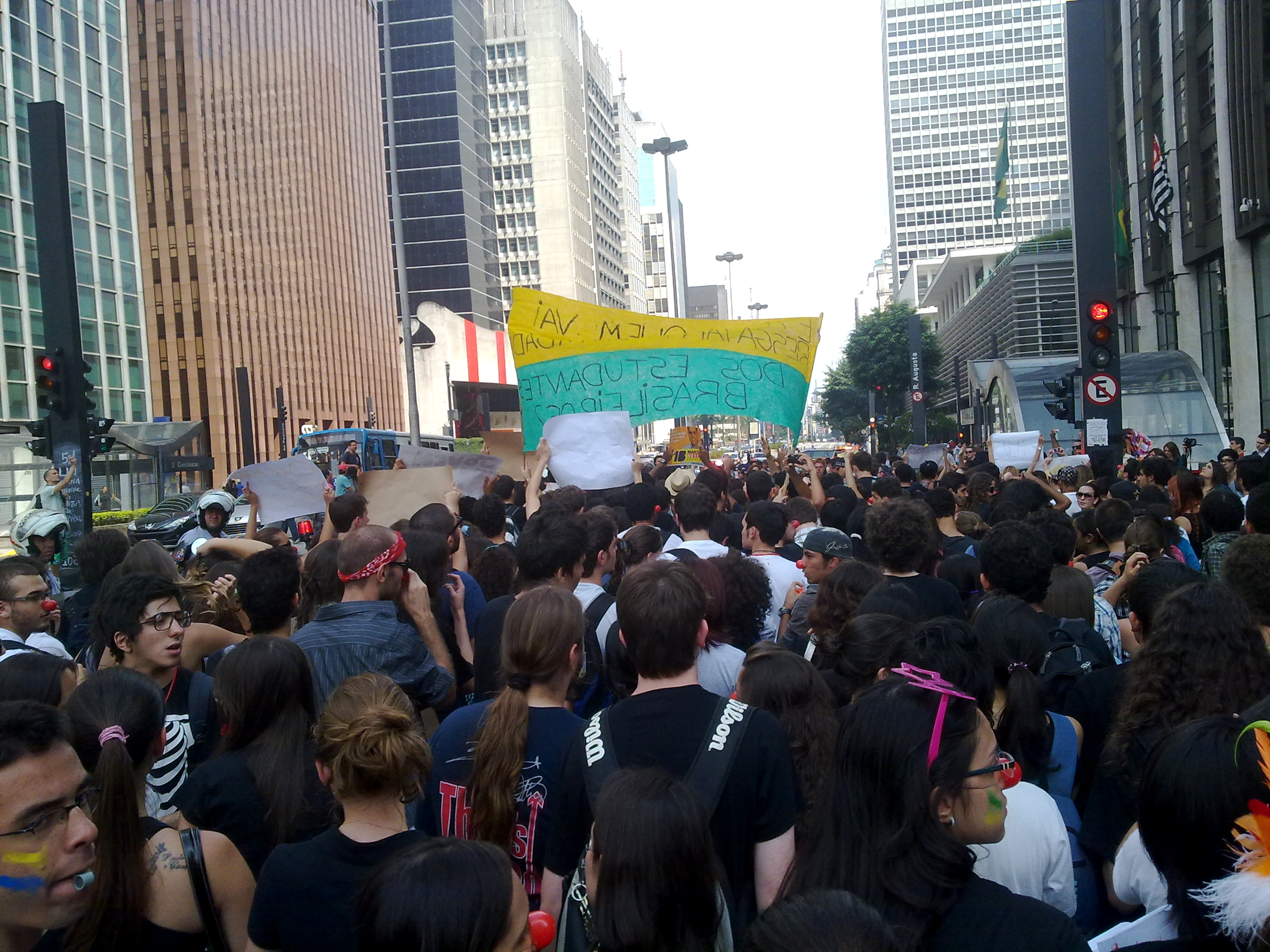
Proteste nach dem ENEM 2010

Im Jahr 2010 kam es erneut zu Problemen. Zunächst wurden vertrauliche Informationen der Prüfungsteilnehmer im Internet veröffentlicht.
Unmittelbar nach der Durchführung des ENEM ordnete das Bundesgericht von Ceará die Aussetzung des ENEM an, da Fehler die Tests beeinträchtigten und die Noten gefährdeten. 21.000 der gelben Testbücher wiesen Montagefehler auf. Sie enthielten nicht alle Fragen. Außerdem waren beim Antwortbogen die Überschriften ciências humanas und ciências da natureza vertauscht. Am Lösungsvorschlag des MEC, die Prüfung für die bestoffenen Kandidaten erneut durchzuführen, kritisierte die Richterin Karla de Almeida Miranda Maia vom 7. Bundesgerichtshof, dass dadurch alle anderen Prüflinge ungleich behandelt würden.
Der Test wurde schließlich am 15. Dezember für betroffene Prüflinge wiederholt.

### Pandemie beim ENEM 2020 und 2021
Aufgrund der Pandemiesituation gestattete das INEP im Jahr 2020 den Kommunen, das ENEM zu verschieben, sofern dies akut notwendig sei. Von diesem Recht machte Manaus Gebrauch. Außerdem durften an COVID-19 erkrankte Prüflinge das ENEM ebenfalls nachholen. Erstmals wurde auch eine digitale Version des ENEM verwendet. Die Hälfte der Teilnehmer trat aufgrund der Pandemiesituation jedoch nicht zur Prüfung an. Im darauffolgenden Jahr kam es zu einem starken Rückgang der Anmeldungen. Dieser ist vermutlich darauf zurückzuführen, dass Prüflinge, die von den Anmeldegebüren befreit sind, bei Nichtantreten keine erneute Befreitung erhalten dürfen. Ein anderer Grund liegt in den Schulschließungen während der Pandemie. Dies weckte die Sorge vor einer Exklusivität des ENEM, die der Bildungsgerechtigkeit entgegensteht. Die Anmeldungen zum ENEM 2021 waren nach der Anmeldebestätigung auf dem niedrigsten Stand seit 2005.

### Rücktritte im INEP beim ENEM 2021
Im Jahr 2021 versuchte Jair Bolsonaro regierungsfreundliche Lehrer in die Ausarbeitung des ENEM einzubinden. Er verlangte, dass er Militärputsch von 1964 als „Revolution“ bezeichnet werden sollte. Im November 2021 taten 37 Beamte aus dem INEP im Protest gegen Zensur zurück. Sie berichteten, Anderson Oliveira, der Direktor der Avaliação de Educação Básica („Bewertung der Grundbildung“) habe um die Streichung von 20 Fragen der ersten Prüfungsversion gebeten. Die meisten dieser Fragen bezogen sich auf sozio-politische oder sozio-ökonomische Zusammenhänge. Die Anwesenheit eines Bundespolizisten in der Umgebung, in der die Tests vorbereitet wurden, wurde als Einschüchterungstaktik verstanden.

## Aufbau und Durchführung

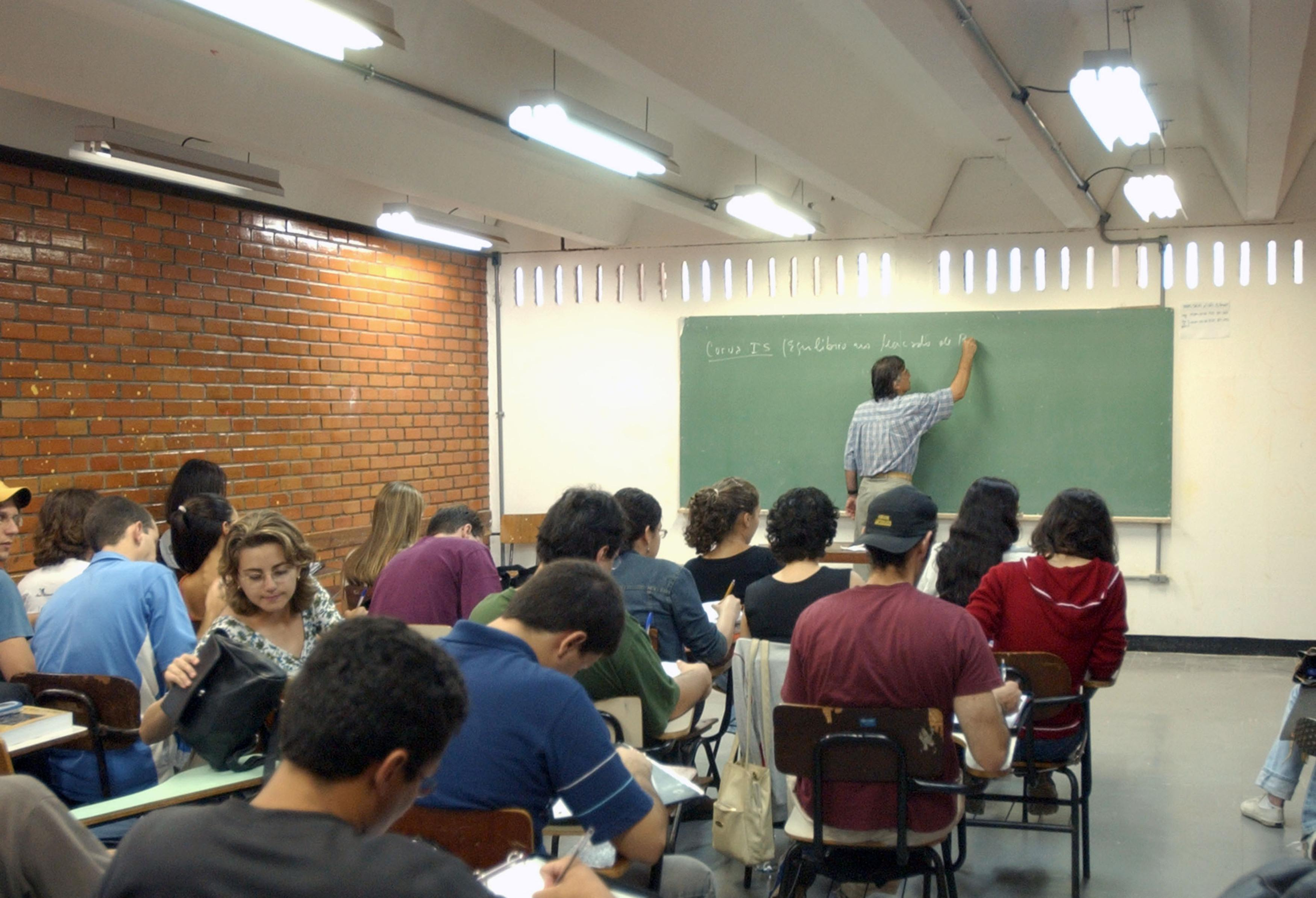
Jugendliche bereiten sich aufs ENEM vor.

Die Einschreibung fürs ENEM erfolgt jährlich vom 5. bis 16. Juni über das Portal des INEP. Unter bestimmten Voraussetzungen ist es möglich, eine Befreiung für die Anmeldungsgebühr von 85 R$ (ca. 15 €) zu beantragen. Bei der Anmeldung zum ENEM wird unter anderem der sozioökonomische Status, das Geschlecht, Alter, Ethnizität und die Ausbildung der Eltern angegeben. Die Zulassungsvoraussetzung ist der Abschluss der Sekundarschule, jedoch dürfen auch Schüler, die die Sekundarschule noch nicht abgeschlossen haben, als treineiros („Lehrling“) teilnehmen. Ihre Ergebnisse werden jedoch ausschließlich zur Selbsteinschätzung der Kenntnisse verwendet.
Zur Vorbereitung aufs ENEM besuchen viele Schüler einen curso pré-vestibular, auch cursinho genannt.

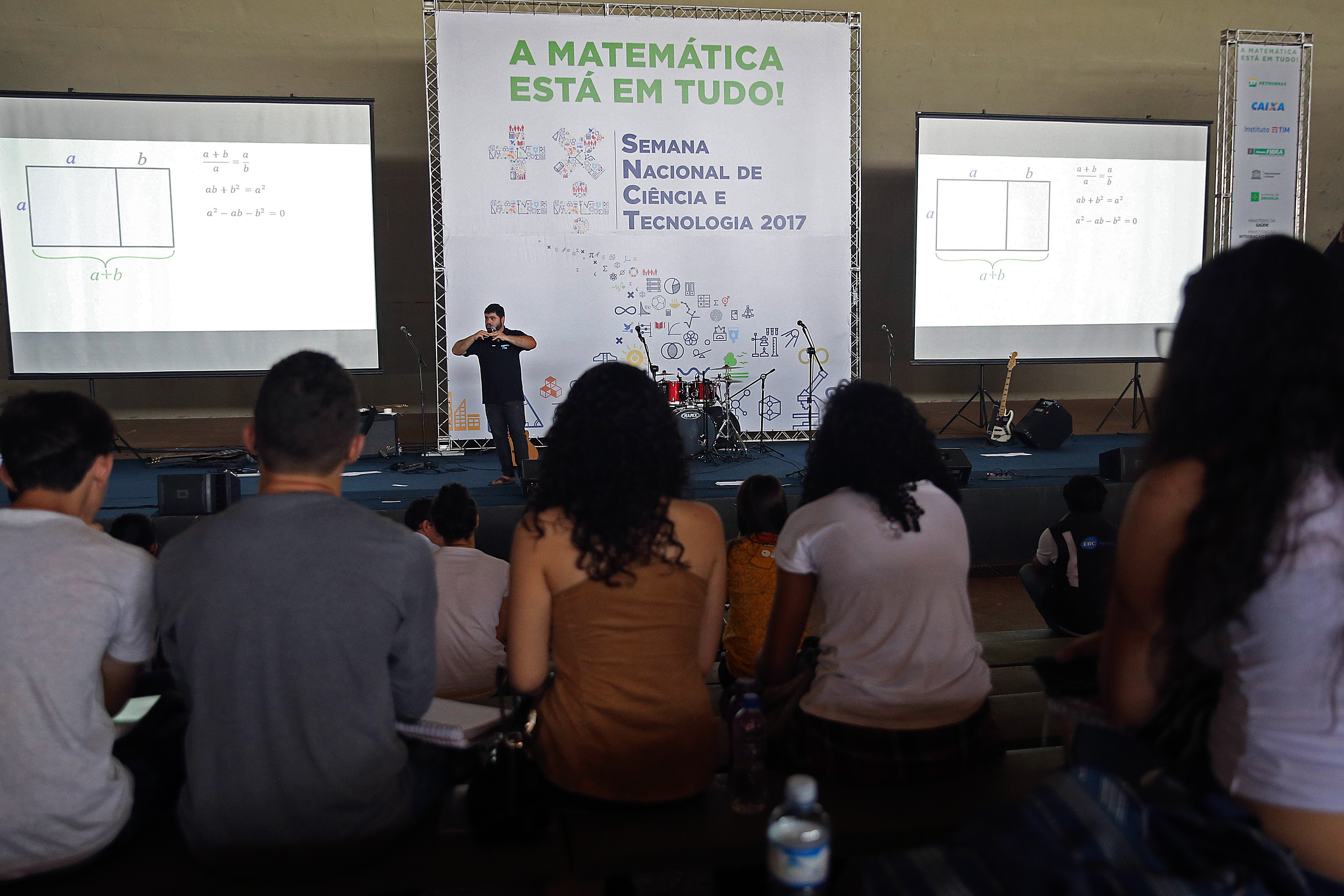
Professor Rafael Procópio vom Sender Matemática Rio gibt eine Woche vor der ersten Prüfung Mathematik-Tipps

Das ENEM besteht seit 2009 aus einem geschriebenen Essay, der die Entwicklung eines dissertativ-argumentativen Textes auf Grundlage einer Problemsituation erfordert, und 180 Multiple-Choice-Fragen aus den vier Themenbereichen Sprache, Mathematik, Sozialwissenschaften und Naturwissenschaften (45 Fragen pro Wissensbereich). Der Test läuft über einen Zeitraum von zwei Tagen. Dabei werden an zwei aufeinanderfolgenden Sonntagen im November jeweils 90 Fragen gestellt: An Tag 1 erarbeiten die Prüflinge in fünfeinhalb Stunden Fragen aus dem Bereichen Sprache und Sozialwissenschaften sowie das Essay. Am zweiten Sonntag sind 5 Stunden für die Erarbeitung der Fragen aus den Themenbereichen Mathematik und Naturwissenschaften vorgesehen. Das ENEM wird in fünf verschiedenen Varianten (rosa, gelb, weiß, blau und grau) abgelegt. Die Fragen stimmen in allen Heften überein, variieren jedoch in ihrer Reihenfolge sowie in der Reihenfolge der Antwortmöglichkeiten. Dadurch sollen Betrug und Informationsaustausch erschwert werden.

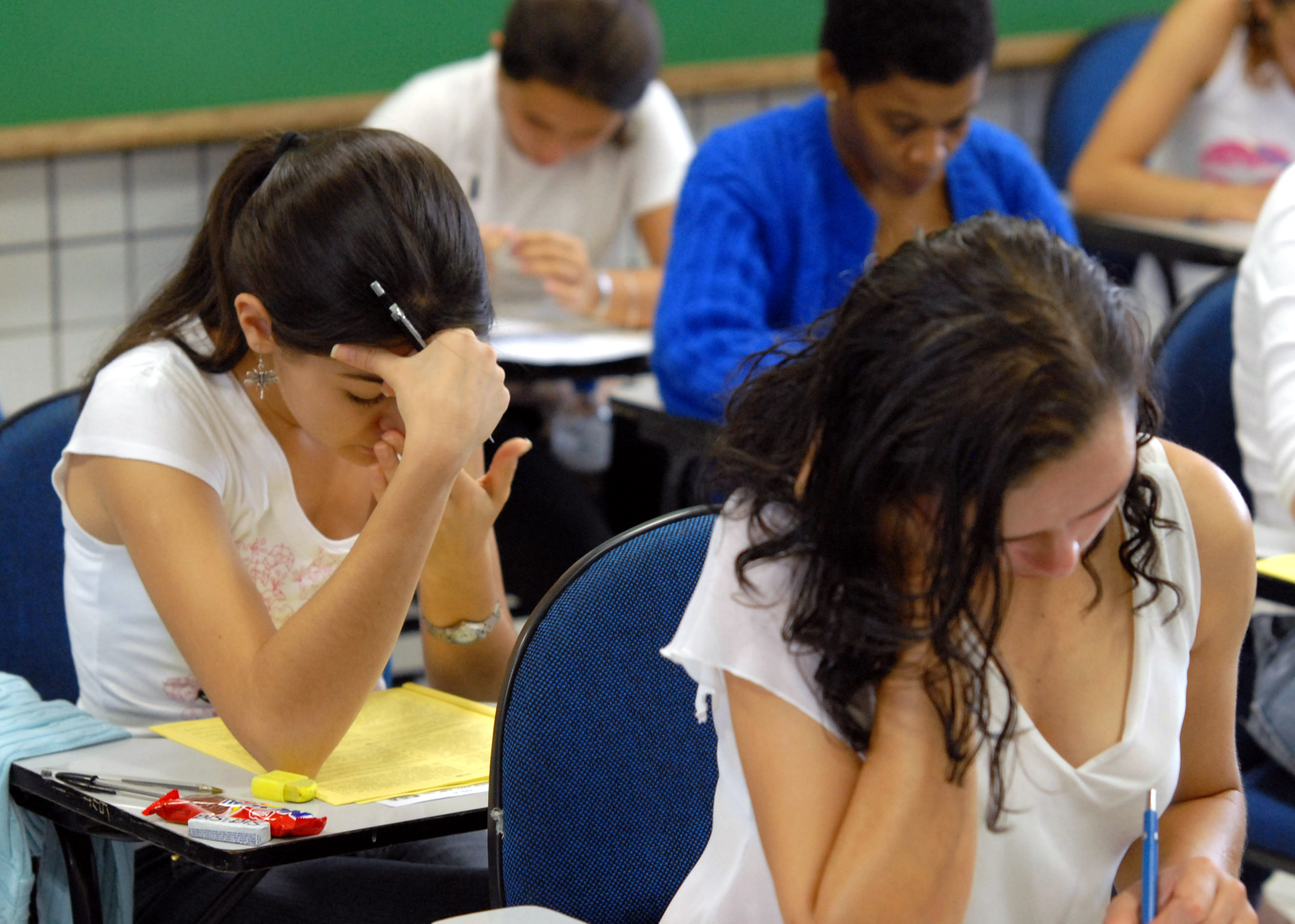
Prüflinge während des ENEM

Obwohl seit 2020 eine digitale Version erprobt wird, wird das ENEM nach wie vor nur in gedruckter Form durchgeführt.
Der Prüfungsort kann unter den vom INEP autorisierten Prüfungsorten selbst ausgewählt werden. Das ENEM beginnt in allen Bundesstaaten gleichzeitig um 13:30 Uhr Ortszeit in Brasília. Einlass für die Prüfungen ist von 12 bis 13 Uhr.
Die Lösungen werden ein bis zwei Wochen nach der Prüfung veröffentlicht, die Testergebnisse im Januar des darauffolgenden Jahres.
Das ENEM zieht große mediale Aufmerksamkeit auf sich. Reporter aus dem ganzen Land übermitteln Erwartungen und Erfahrungen der Prüflinge und es gibt Fernsehprogramme, die das ENEM kommentieren.

## Bewertung
Die durchschnittliche Punktzahl im ENEM liegt bei etwa 500 Punkten, die maximal zu erreichende Punktzahl variiert von Test zu Test, liegt jedoch bei ca. 1000 Punkten. Im Essay können bis zu 200 Punkte erreicht werden.
|                      | Beste Punktzahl                  | Schlechteste Punktzahl                    |
| -------------------- | -------------------------------- | ----------------------------------------- |

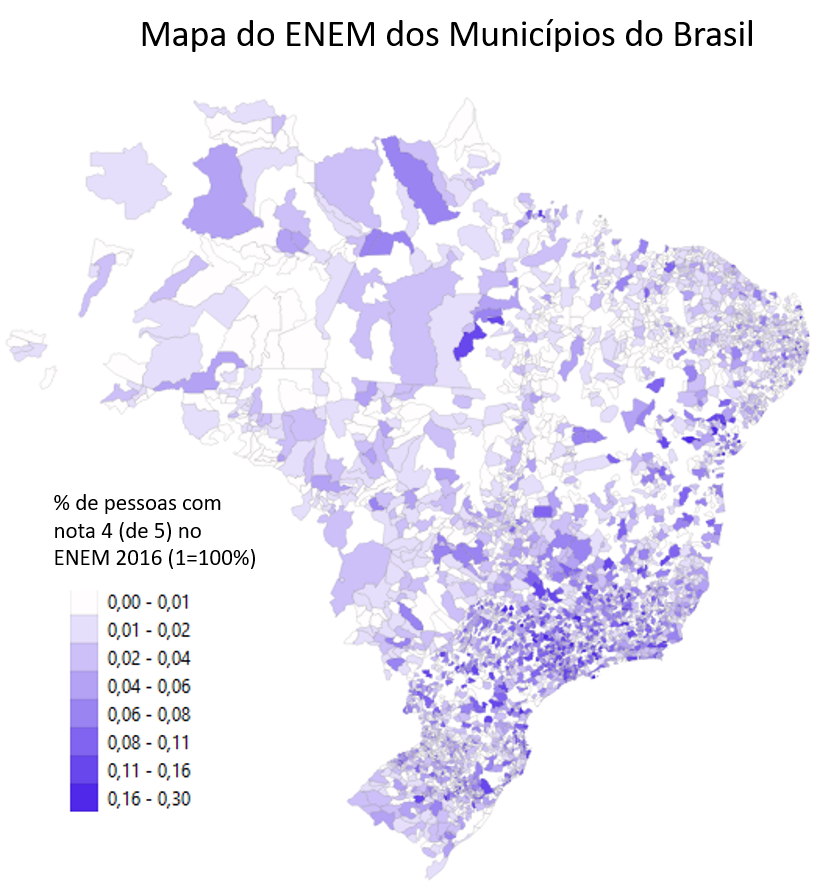
Karte des ENEM 2016

| Essay                | 200 (erreicht von 60 Prüflingen) | 40 ausgenommen: 0 Punkte durch Regelbruch |
| Sprache              | 820,8                            | 287,0                                     |
| Mathematik           | 958,6                            | 319,8                                     |
| Sozialwissenschaften | 823,0                            | 289,9                                     |
| Naturwissenschaften  | 868,4                            | 314,4                                     |

Die Bildung und finanziellen Mittel des Elternhauses sowie die Form der Schulbildung (öffentliche oder Privatschule) hat großen Einfluss auf die Testergebnisse.